# Saúl Figueroa Albornoz
Saúl Figueroa Albornoz (ur. 23 października 1947 w Caracas) – wenezuelski duchowny rzymskokatolicki, w latach 2011–2024 biskup Puerto Cabello.

## Życiorys
Święcenia kapłańskie przyjął 16 października 1976. Inkardynowany do archidiecezji Caracas, pracował przede wszystkim jako duszpasterz parafialny oraz jako wykładowca diecezjalnych seminariów i kolegiów.
10 listopada 1997 papież Jan Paweł II mianował go biskupem pomocniczym Caracas, nadając mu jednocześnie stolicę tytularną Amudarsa. Sakry biskupiej udzielił mu 10 stycznia 1998 ówczesny metropolita Caracas, abp Ignacio Velasco.
30 kwietnia 2011 został mianowany biskupem Puerto Cabello. 
25 marca 2024 papież Franciszek przyjął jego rezygnację z urzędu złożoną ze względu na wiek.